# Вмешивающийся во время
Вмешивающийся во время (англ. The Time Meddler) — семнадцатая серия британского научно-фантастического телесериала «Доктор Кто», состоящая из четырех эпизодов, которые были показаны в период с 3 июля по 24 июля 1965 года. Первая серия, где Стивен Тейлор - спутник Доктора.

## Синопсис
Прибыв в древнюю Англию, путешественники находят некого "монаха", который вмешивается в ход истории

## Сюжет

### Эпизод 1. Наблюдатель
ТАРДИС приземляется на скалистом берегу Англии, Доктор находит на берегу брошенный шлем викинга, определяет по нему век и отправляется в ближайшую деревню. Стивен и Вики решают обследовать ближайшие скалы, за ними наблюдает Монах. Вскоре саксонский деревенский житель Элдред замечает ТАРДИС и бежит к старосте деревни Вулноту рассказать об этом. Тем временем, Доктор встречает жену Вулнота, Эдит, и убеждает её, что он обычный путешественник, собирающий информацию. Также он узнает, что на дворе 1066 год, так как на троне Гарольд Годвинсон, который еще не сражался с Харальдом III Суровым и Вильгельмом Завоевателем. Из монастыря рядом слышится пение монахов. Доктор приходит в монастырь, Монах впускает его туда, позволяя найти граммофон, играющий запись пения монахов, тостер и чайник. Клетка захлопывается и Монах ловит Доктора в свою ловушку. Стивен и Вики находят наручные часы, ранее упавшие с руки Монаха.

### Эпизод 2. Вмешивающийся монах
Стивен и Вики проводят ночь на поляне, а наутро их ловят саксонцы и отводят к старосте деревни. Они убеждают Вулнота, что они путешественники, узнают от Эдит, что Доктор был здесь и пошел в монастырь. Монах не пускает их в монастырь, говоря, что Доктора там нет, но хитростью они узнают, что тот лжет, потому что очень точно описывает Доктора. Они решают проникнуть в монастырь ночью.
Монах видит на горизонте корабль викингов. Они высаживаются и двумя мелкими группками идут на разведку. Одна из них находит и нападает на Эдит, после чего саксонцы идут искать вторгшихся. Викинги пьяны и того, кто напал на Эдит, убивают, остальные двое, Свен и Ульф, убегают. Элдред тяжело ранен и Вулнот ведет его в монастырь. Стивен и Вики находят граммофон в монастыре и уходят через секретный проход.

### Эпизод 3. Битва умов
Стивен и Вики обнаруживают, что ТАРДИС залило приливом и решают вернуться в монастырь, чтобы поискать Доктора там. Но тот сбежал через проход сам. Он возвращается в деревню, слышит об разведывательном отряде викингов и решает отправиться в монастырь, чтобы найти Стивена и Вики, берет верх над Монахом и заставляет того открыть дверь, потому что тот считает, что у Доктора пистолет. Но в дверь входят Свен и Ульф и берут в плен Доктора, Монах же убегает. Доктор оглушает Свена, а Монах Ульфа. Монах просит жителей деревни зажечь сигнальные огни, говоря им, что он ожидает материалы с моря, те соглашаются, но не верят ему, так как считают, что он связан с викингами. Викинги приходят в сознание. Спутники обследуют гробницы монастыря и обнаруживают кабель, ведущий в саркофаг, который на самом деле ТАРДИС Монаха.

### Эпизод 4. Поражение
Вернувшись в монастырь, Монах снова попадается Доктору и раскрывает свой план по приманиванию и уничтожению флота викингов атомными ракетницами, в результате чего Гарольд не проиграет сражение при Гастингсе и весь мир поменяется. Доктор заставляет Монаха раскрыть свою ТАРДИС, где обнаруживаются Стивен и Вики. Ульф и Свен объединяются с Монахом и связывают компанию Доктора и перетаскивают снаряды к пушке на пляже. Но все срывается, когда прибывает Вулнот с отрядом и убивает Ульфа и Свена. Монах понимает, что Доктор со спутниками сбежали, что-то сделав с его ТАРДИС. Оказывается, он снял с неё контроль измерений и интерьер уменьшился до размеров наружного. Монах застревает в 1066 году. Прилив спадает и Доктор со спутниками улетают.

## Трансляции и отзывы
| Эпизод                | Дата показа  | Продолжительность | Телезрители (в миллионах) | Archive  |
| --------------------- | ------------ | ----------------- | ------------------------- | -------- |
| «Наблюдатель»         | 3 июля 1965  | 24:05             | 8.9                       | 16mm t/r |
| «Вмешивающийся монах» | 10 июля 1965 | 25:17             | 8.8                       | 16mm t/r |
| «Битва умов»          | 17 июля 1965 | 24:10             | 7.7                       | 16mm t/r |
| «Поражение»           | 24 июля 1965 | 24:00             | 8.3                       | 16mm t/r |
| [ 1 ] [ 2 ] [ 3 ]     |              |                   |                           |          |